# Barbus thessalus
Barbus thessalus är en fiskart som beskrevs av Stephanidis, 1971. Barbus thessalus ingår i släktet Barbus och familjen karpfiskar. Inga underarter finns listade.